# 阿古利斯科耶湖
54°14′56″N 96°11′37″E / 54.248849°N 96.19367°E
阿古利斯科耶湖（俄语：Агульское озеро），是俄羅斯的湖泊，位於該國中南部，由伊爾庫茨克州負責管轄，長11公里、寬1.2公里，面積8.3平方公里，海拔高度920米，最大水深104米。